# 술탄

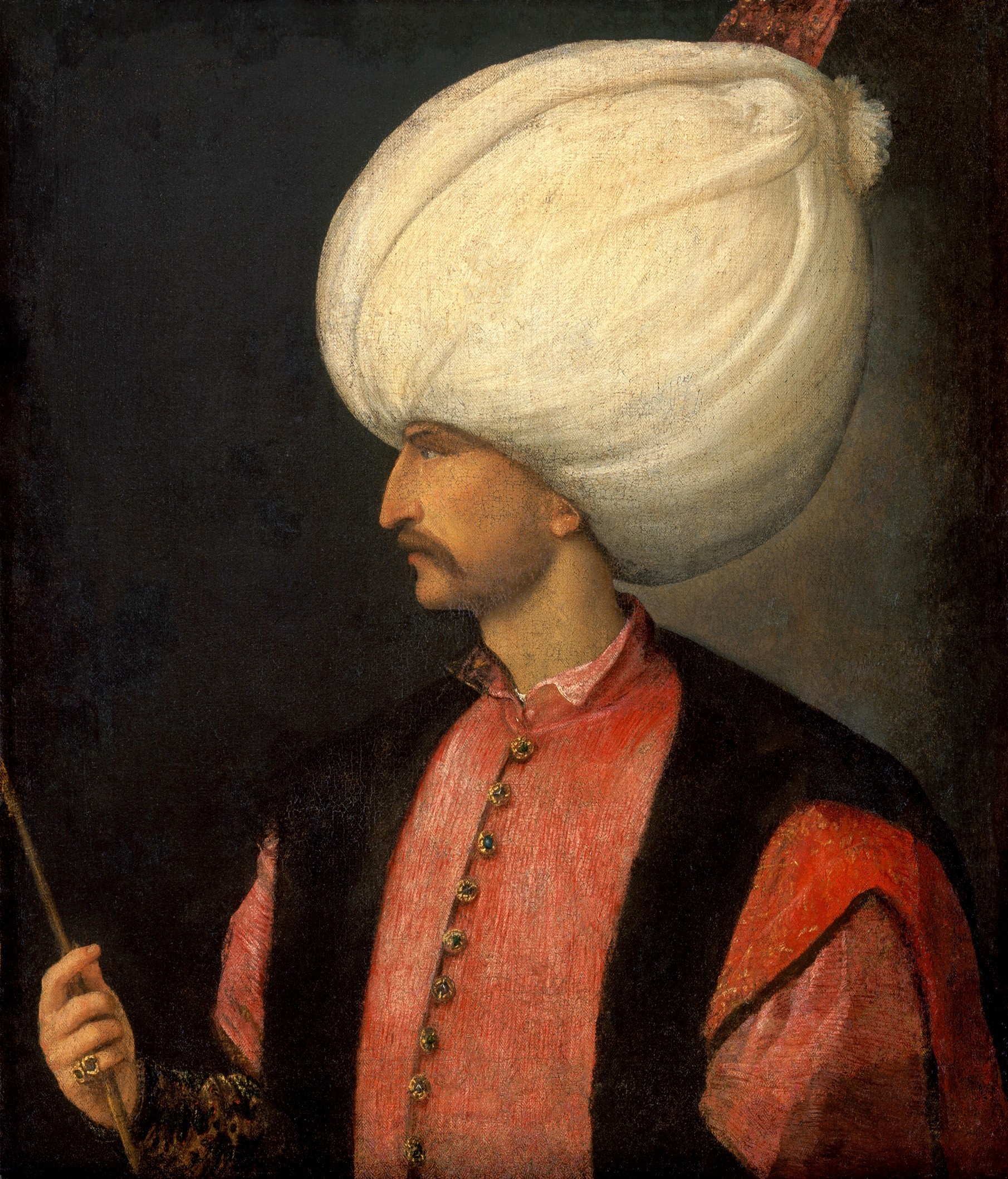

술탄(아랍어: سُلْطَان)은 이슬람 세계에서 세습 군주제로 통치하는 국가 또는 지역의 군주를 부르는 말이다. 아랍어로 "권위", "권력"을 뜻한다. 왕족을 지칭하는 칭호이기도 하다.
쿠란에서는 술탄을 "알라에서 유래된 권위"를 의미하는 말로 정의하였는데, 가즈니 왕조의 군주가 처음 술탄 칭호를 사용하였으며, 11세기에 아바스 칼리파국의 칼리파의 비호자로서 세력을 늘린 셀주크 제국 투그릴이 칼리파로부터 이 칭호를 받았다. 셀주크 제국이 쇠퇴한 뒤에는 룸 술탄국 등이 셀주크 제국로부터 자립한 이슬람 왕조들이 군주 칭호로 채용해 이슬람 세계에서 일반적 칭호로 정착한다. 이후 아이유브 술탄국, 맘루크 술탄국 등의 나라들이 아바스 칼리파의 승인 아래 군주를 이렇게 불러, 권위 부여에 이용했지만, 자주 비교되는 신성로마제국 황제가 로마 교황에 의해 즉위하는 것처럼 반드시 칼리파의 임명을 필요로 한 것은 아니다.
오스만 제국에서 이 칭호를 최초로 자칭한 것은 2대째인 오르한이다. 1453년에 콘스탄티노플에 입성하기 전까지는 유럽 프린스(Prince)에 해당하는 명칭으로 지칭됐고, 메흐메트 2세 이후로는 황제라는 의미의 파디샤(Padishah), 샤한샤(Shahanshah), 술탄 에스 셀라틴{Sultan-es-selatin(술탄 중의 술탄)} 및 로마 황제 등의 칭호를 사용했다. 제정(帝政)이 된 메흐메트 2세 이후 이 칭호는 황자, 황녀를 지칭하는 칭호로 사용됐다. 따라서, 오스만 제국 역대 군주를 가리켜 술탄이라 부르는 것은 엄밀히 말하면 잘못된 것이다. 19세기에 술탄-칼리파제가 등장하면서 오스만 제국의 군주는 세속적 권력과 종교 권위를 겸비하게 됐다.

## 술탄국
오만과 브루나이, 말레이시아 군주들이 술탄이라는 칭호를 사용하고 있으며 인도네시아 욕야카르타에서도 명예직으로 계승되고 있다.
거의 대부분의 술탄직이 세습직인 데 비해 인도네시아 욕야카르타 술탄직은 선출직이다.

## 문화에서의 술탄
알라딘 영화에서 쟈스민 공주의 아버지는 술탄이다.

## 같이 보기
- 만사 (칭호)
- 칸
- 아미르
- 아타베그
- 베이
- 칼리파
- 말리크
- 파디샤
- 파샤
- 라자
- 샤
- 와지르
- 졸탄